# Newtonskala

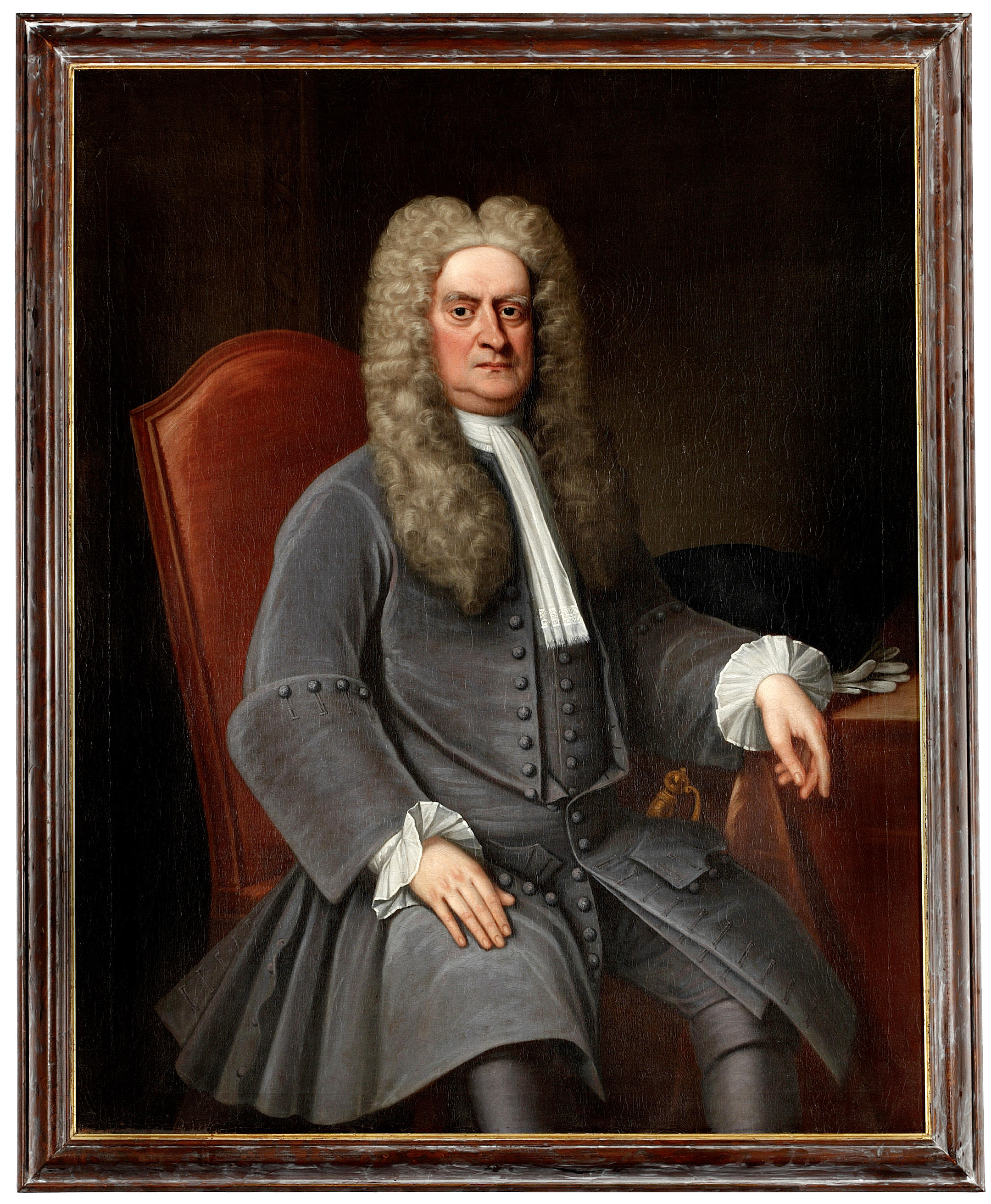
Erfinder der Newtonskala, Isaac Newton

Die Newtonskala ist eine Temperaturskala, die 1701 von Isaac Newton vorgeschlagen wurde. Als sich Newton mit dem Problemfeld der Wärme beschäftigte, entwickelte er eine erste qualitative Temperaturskala, die von „kalter Luft im Winter“ bis „glühende Kohlen im Küchenfeuer“ etwa 20 Skalenpunkte besaß. Diese Herangehensweise war grob und ungenau, so dass auch Newton recht schnell wieder unzufrieden mit ihr wurde. Da ihm das Konzept der Wärmeausdehnung bekannt war, nutzte er ein Gefäß mit Leinöl und maß dessen Volumenänderung in Bezug auf die früheren Skalenpunkte. Dabei stellte er zwischen der Temperatur von geschmolzenem Schnee und kochendem Wasser eine Volumenzunahme von 7,25 % fest.
Nach einer Weile definierte er den Nullpunkt seiner Skala bei schmelzendem Schnee (Schmelzpunkt, 0 °C) und den 33. Grad als kochendes Wasser (Siedepunkt, 100 °C), nutzte also die gleichen Fixpunkte wie die Celsiusskala, nur mit anderen Gradabständen. Ein Unterschied von einem Grad Newton (1 °N) entspricht daher in etwa dem von drei Grad Celsius.